# Chahār Gūshlī
Chahār Gūshlī (persiska: چهار گوشلی, Chehār Gūsheh, Chahār Gūsheh) är en ort i Iran.   Den ligger i provinsen Khorasan, i den nordöstra delen av landet, 600 km öster om huvudstaden Teheran. Chahār Gūshlī ligger 1 639 meter över havet och antalet invånare är 251.
Terrängen runt Chahār Gūshlī är huvudsakligen kuperad, men åt sydost är den platt.Runt Chahār Gūshlī är det ganska tätbefolkat, med 56 invånare per kvadratkilometer. Närmaste större samhälle är Solţān Meydān, 12,0 km norr om Chahār Gūshlī. Omgivningarna runt Chahār Gūshlī är i huvudsak ett öppet busklandskap.